# Leale Malatesta
Leale Malatesta (anni 1320 – San Clemente, settembre 1400) è stato un vescovo cattolico italiano.

Stemma dei Malatesta

Nato da Malatesta Antico e da tale Giovanna, fu legittimato solo nel 1363. Fu fratellastro di Pandolfo II Malatesta.
Fu vescovo di Rimini tra il 1374 e il 1400, dopo aver ricoperto analogo incarico a Pesaro dal 1370.

## Biografia
Non si sa molto di Leale Malatesta e le informazioni raccolte su di lui sono spesso controverse.
Intraprese la carriera ecclesiastica.
Il 22 febbraio 1363 venne legittimato come figlio di Malatesta Antico (in quanto nato prima del matrimonio) per mezzo di una dispensa di papa Urbano V. In quello stesso anno pare fosse titolare di alcune prebende presso la diocesi di Rimini.
Tra il luglio 1370 e il dicembre 1373 fu vescovo di Pesaro, succedendo a Niccolò de' Merciari, trasferito alla diocesi di Fermo.
Il 6 gennaio 1374 venne nominato vescovo di Rimini da papa Gregorio XI.
Il 13 settembre 1400 testò nella sua residenza di Castel Leale, oggi frazione di San Clemente, morendo pochi giorni dopo; fu sepolto nella chiesa di San Francesco a Rimini.